# Colors (Beck)
Colors è il tredicesimo album in studio del musicista statunitense Beck, pubblicato nel 2017.

## Tracce
Tutte le tracce sono state scritte da Beck Hansen, eccetto dove indicato.
1. Colors – 4:21
2. Seventh Heaven – 5:00
3. I'm So Free – 4:07
4. Dear Life – 3:44 (Hansen, Greg Kurstin)
5. No Distraction – 4:32
6. Dreams (Colors mix) – 4:57 (Hansen, Andrew Wyatt, Kurstin)
7. Wow – 3:40
8. Up All Night – 3:10
9. Square One – 2:55
10. Fix Me – 3:13

Bonus track (Ed. Deluxe)
1. Dreams – 5:14 (Hansen, Wyatt, Kurstin)